# Opius ballade
Opius ballade är en stekelart som beskrevs av Fischer 1968. Opius ballade ingår i släktet Opius och familjen bracksteklar. Inga underarter finns listade i Catalogue of Life.